# Lullacry
I Lullacry sono un gruppo musicale heavy metal formato a Helsinki, Finlandia nel 1998.

## Storia
Il gruppo è costituito da Tanja Lainio (voce), Sami Leppikangas (chitarra), Sauli Kivilahti (chitarra), Kimmo "Heavy" Hiltunen (Basso elettrico|basso) Jukka Outinen (batteria).
La band registra il primo demo Weeper's Aeon nel 1998 e l'anno seguente pubblicano il disco d'esordio Sweet Desire. Grazie al successo dell'album, il gruppo stipula un contratto con l'etichetta Spinefarm Records.
Nel 2001 esce il secondo album Be My God che viene distribuito a livello internazionale in paesi come Germania, Austria, Svizzera, e America del Nord, accrescendo la popolarità della band. L'album è composto atmosfere heavy e hard rock, accompagnate dalla voce melodica della cantante Tanya Kemppainen. Dopo la pubblicazione partono in tour promozionale con la band tedesca Edguy.
Nel 2002, a causa di dissidi interni, la cantante Tanya Kemppainen abbandona il progetto Lullacry, e il gruppo si riorganizza in breve tempo assoldando l'attuale cantante Tanja Lainio.
Nel 2003 esce il terzo album "Crucify My Heart" (contenente la cover di "Head like a Hole" dei  Nine Inch Nails), un album impostato su un suono heavy, abbandonando il gothic metal degli inizi.
Nel 2004 esce l'EP Fire Within (contenente la cover di "L.O.V.E. Machine" dei W.A.S.P.), seguito da un tour in Nord America con i Nightwish.
Il quarto album Vol. 4 viene registrato in Finlandia agli Astia Studio da Anssi Kippo (Children of Bodom, Entwine) e ai Finnvox Studio da Mikko Karmila (Nightwish, Stratovarius) che ha anche provveduto alle operazioni di mixaggio.
L'album (contenente anche una cover di I Stole You Love dei Kiss) è principalmente frutto di Sami Leppikangas, chitarrista e unico compositore.
Il nome Lullacry è un gioco di parole tra lullaby (ninna nanna) e cry (grido).

## Formazione

### Formazione attuale
- Tanja Lainio - voce (dal 2002)
- Sami Leppikangas - chitarra
- Sauli Kivilahti - chitarra
- Kimmo "Heavy" Hiltunen - basso (dal 1998)
- Jukka Outinen - batteria (dal 1999)

### Ex componenti
- Tanya Kemppainen - voce (1998 - 2002)

## Discografia
Album in studio
- 1999 - Sweet Desire
- 2001 - Be My God
- 2003 - Crucify My Heart
- 2005 - Vol. 4
- 2012 - Where Angels Fear

EP
- 2004 - Fire Within

Singoli
- 2003 - Don't Touch the Flame
- 2003 - Alright Tonight
- 2004 - Fire Within
- 2005 - Stranger in You